# Josefskapelle (Zwings)

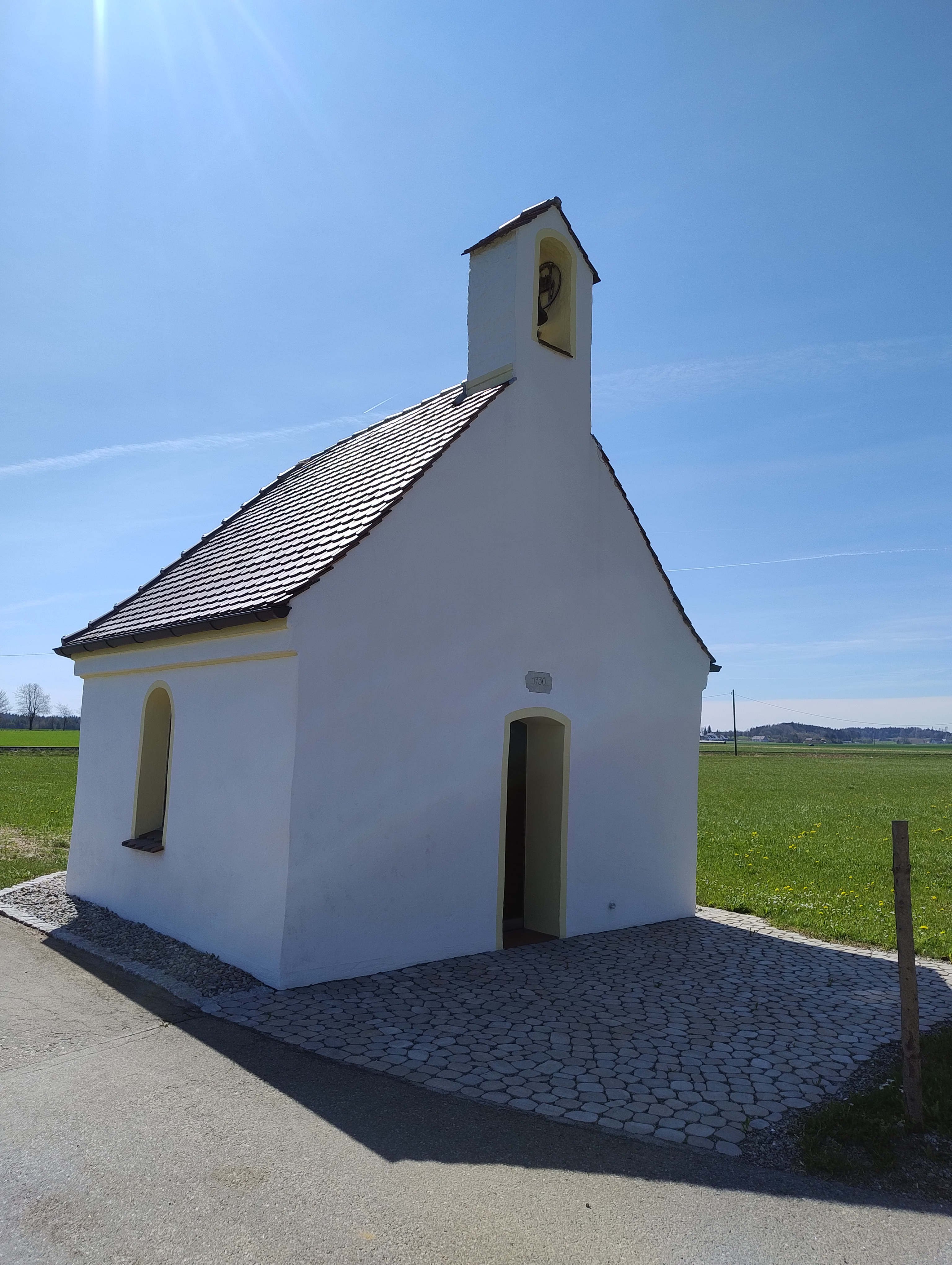
Josefskapelle in Zwings

Die Josefskapelle ist eine Kapelle in Zwings im Landkreis Ravensburg in Oberschwaben.

## Lage
Obwohl die Josefskapelle auf dem Gemeindegebiet von Bad Wurzach steht, gehört der Weiler Zwings kirchlich zur Kirchengemeinde Molpertshaus in der Seelsorgeeinheit Oberes Achtal, im Gegensatz zum angrenzenden, politisch zu Bad Waldsee gehörenden Mennisweiler.
Die Josefskapelle in Zwings liegt direkt an der Landesstraße L 314, die die Verbindung zwischen Bad Wurzach und Mennisweiler darstellt.

## Architektur
Die Josefskapelle in Zwings besitzt einen rechteckigen Grundriss mit einer Chornische, die in einem Dreiachtelschluss endet. Gedeckt ist sie mit einem Satteldach, das über der Chornische abgewalmt ist. Ein massiver Giebelreiter trägt eine Glocke. Der Zugang erfolgt über eine schmale Flachbogentür.

## Innenraum
Der Innenraum der Josefskapelle in Zwings ist schlicht gehalten. Ein Altarstein dient als zentrale Stelle für Gottesdienste. Den Altar schmücken zwei gedrechselte und farbig bemalte Kerzenleuchter. Eine Muttergottes-Figur, eine Nachbildung einer älteren Statue, findet hier ihren Platz. Ebenso befindet sich eine Figur des heiligen Josef in der Kapelle. Eine besondere Figur ist die des heiligen Sebastian, eine Leihgabe der örtlichen Gemeinschaft. Zwei bemalte Blechtafeln aus der Barockzeit mit religiösen Motiven und eine Messinglampe mit Jugendstilelementen tragen zur Ausstattung bei. Ein Kruzifix hängt an der Wand über dem Altarstein, und eine Kopie der Ikone "Heilige Maria, von der immerwährenden Hilfe" ist ebenfalls vorhanden.

## Geschichte
- 1730 Bau der Josefskapelle Zwings[Geschichte 1]
- Vor 1770: Mehrere Erweiterungen und Aufbauten der Josefs-Kapelle, nachweisbar durch Untersuchungen im Jahr 2020.[Geschichte 2]
- 1770: Einbau einer Glocke mit der Inschrift "Sankt Josef und alle Heiligen, bittet für uns" in der Josefskapelle.[Geschichte 2]
- 1853: Aufstellung von 14 Kreuzwegstationen (mittlerweile gestohlen) in der der Josefskapelle. Gegenwart: Nutzung für Abendmessen und Sterberosenkränze in den Sommermonaten, jährliche "Hagelfeire" am 2. Januar.[Geschichte 2]
- 1941: Einschmelzen der Glocke der Josefskapelle zu Kriegszwecken.[Geschichte 2]
- 1951: Anschaffung der heutigen Glocke der Josefskapelle. Ehemals: Ausstattung mit wertvollen Statuen und Bildern, von denen einige gestohlen wurden. Heute: Beherbergt einen Altarstein und ein Kreuz mit Assistenzfiguren (Maria, Josef, St. Sebastian) von Robert Maucher.[Geschichte 2]
- 1999/2000: Installation eines elektrischen Läutewerks nach einem Spendenaufruf in der Josefskapelle. Ursprünglich (vermutet): Ausstattung mit einem Gemälde des Wunders des hl. Eligius nach dem Vorbild in Molpertshaus.[Geschichte 2]
- 2005: Finanzierung und Aufstellung der Muttergottesfigur, der Josefsfigur und der Sebastiansfigur in der Josefskapelle.[Geschichte 2]
- 2012: Unbekannte stehlen sämtliche zwölf rund 20 × 20 cm großen Kreuzwegbilder aus der unverschlossenen Josefskapelle.
- 2019: Sperrung der Josefskapelle wegen Feuchtigkeitsschäden und Einsturzgefahr der Decke.[Geschichte 1][Geschichte 3]
- 2019: Aufwendige Restaurierung der Kapellendecke der Josefskapelle durch einen ortsansässigen Stukkateur.[Geschichte 1]
- 2024: Wiedereinweihung der Josefskapelle Zwings.[Geschichte 1]

## Über Zwings
Der Weiler Zwings, im Jahr 1277 als "Gezwingge" erstmals urkundlich erwähnt, war einstiger Sitz eines Niederadelsgeschlechts (1277–1291). Im Zuge der Vereinödung in den Jahren 1786/87 entstanden durch Ausbau die heutigen Ortsteile Böckis, Branntweinerhof, Hegers und Sporer.

### Lage
1. ↑  Sandra Baumann: Zwingser Josefs-Kapelle mit Maiandacht feierlich wiedereingeweiht. In: dieBildschirmzeitung. 2. Juni 2024, abgerufen am 9. April 2025.

### Geschichte
1. 1 2 3 4  Sandra Baumann: Zwingser Josefs-Kapelle mit Maiandacht feierlich wiedereingeweiht. In: dieBildschirmzeitung. 2. Juni 2024, abgerufen am 9. April 2025.
2. 1 2 3 4 5 6 7  Kirche und Kapellen - Seelsorgeeinheit Oberes Achtal Dekanat Allgäu-Oberschwaben. Abgerufen am 9. April 2025.
3. ↑  Zwings Josefskapelle. Abgerufen am 9. April 2025.

### Sonstige
1. ↑  Kapelle Zwings 11 Bad Wurzach - Detailseite - LEO-BW. Abgerufen am 13. April 2025.
2. ↑  Zwings Josefskapelle. Abgerufen am 9. April 2025.
3. ↑  Zwings - Wohnplatz - Detailseite - LEO-BW. Abgerufen am 13. April 2025.

Koordinaten: 47° 53′ 8,7″ N, 9° 48′ 37″ O